# Диспут в Тортосе

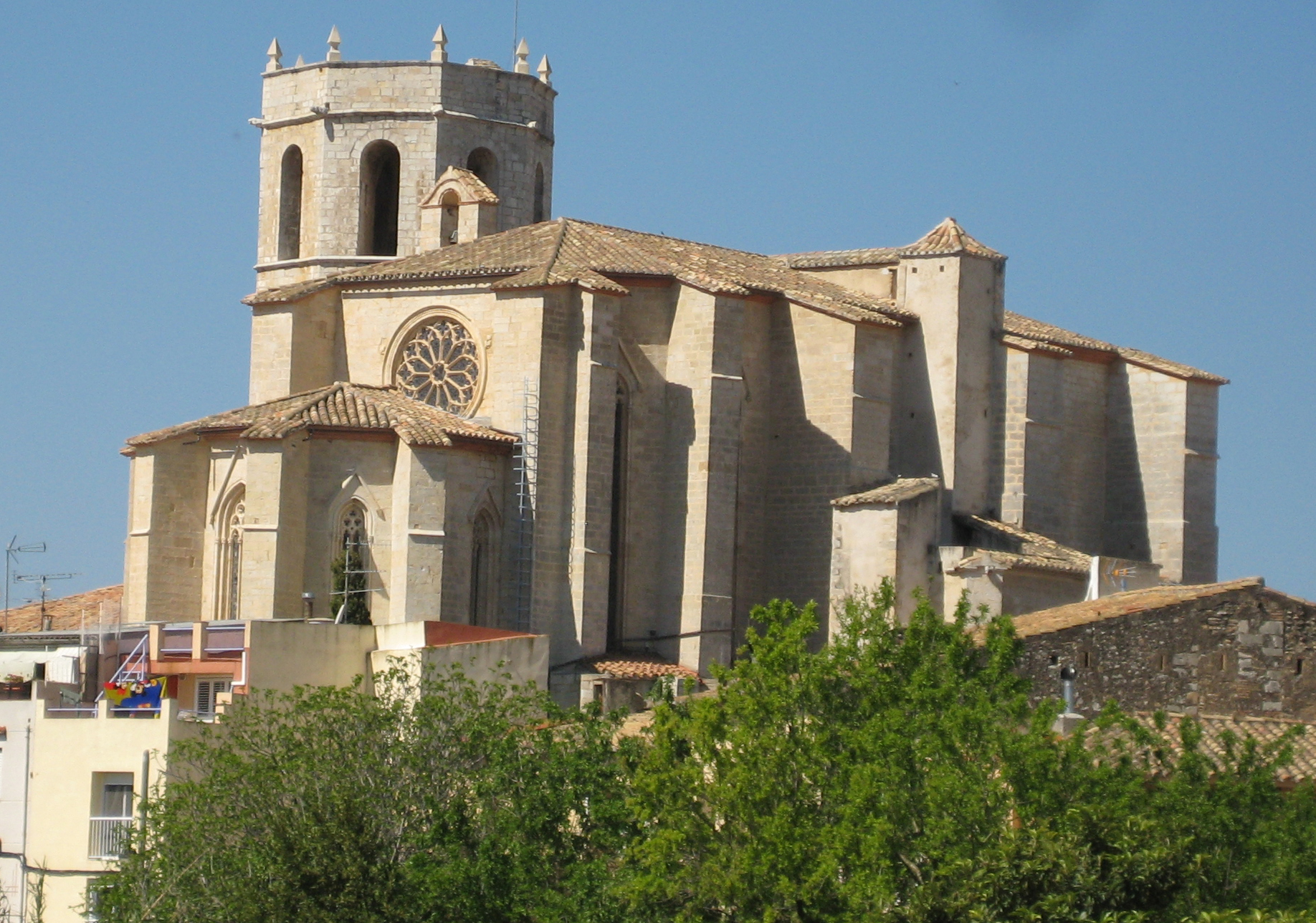
Церковь в Сан-Матео, где проводились два последних заседания Тортосского диспута 10 и 12 ноября 1414 года.

Религиозный диспут в Тортосе (Королевство Арагон) — межконфессиональный (межрелигиозный) спор в Испании начала XV века, состоявшийся по требованию антипапы Бенедикта XIII; отличался необычайным блеском и торжественностью, длительностью и числом участвовавших в нём евреев. Начался в феврале 1413 и закончился в ноябре 1414 года.
Папская булла, состоявшая из 11 статей (май 1415), запретившая изучать Талмуд и наложившая всякого рода унижения на евреев, содержит мотивы, которыми был вызван диспут.

## 69 заседаний
Председательствовал сам папа, окружённый кардиналами и должностными лицами церкви. Среди аудитории находились сотни монахов, рыцарей и людей всех классов. Вероотступник Иошуа Аллорки (al-Lorquí, то есть из города Лорка) — отпавший от еврейства раввин, крестившийся как Жеронимо де Санта Фе, — должен был доказать на основании Талмуда, что Иисус был Мессией, а двадцати двум наиболее выдающимся раввинам и учёным евреям королевства Арагонии был предоставлен выбор опровергнуть его аргументы или — что было целью папы, озабоченного вновь получить силу и влияние в христианском мире обращением испанских евреев, — присоединиться к христианству. Делегатами от еврейских общин были Иосеф Альбо, Астрюк га-Леви, Моисей Ботарель и др.
69 заседаний прошли без результата; ни лесть, ни угрозы папы, ни резкие выпады против Талмуда со стороны Лорки не заставили евреев изменить своей религии.